# Hyaleucerea fusiformis
Hyaleucerea fusiformis är en fjärilsart som beskrevs av Walker 1856. Hyaleucerea fusiformis ingår i släktet Hyaleucerea och familjen björnspinnare. Inga underarter finns listade i Catalogue of Life.